# جون فريلينغايسن
جون فريلينغايسن (بالإنجليزية: John Frelinghuysen)‏ هو كاهن أمريكي، ولد في 1727 في هولندا في هولندا، وتوفي في 5 سبتمبر 1754.